# Dänische Badmintonmeisterschaft 1980
Die Dänische Badmintonmeisterschaft 1980 fand in Aarhus statt. Es war die 50. Austragung der nationalen Titelkämpfe im Badminton in Dänemark.

## Titelträger
| Disziplin    | Gold                                              | Silber                                               |
| ------------ | ------------------------------------------------- | ---------------------------------------------------- |
| Herreneinzel | Morten Frost, Gentofte BK                         | Flemming Delfs, Værløse                              |
| Dameneinzel  | Lene Køppen, Gentofte BK                          | Pia Nielsen, Køge                                    |
| Herrendoppel | Steen Fladberg, Køge BK Morten Frost, Gentofte BK | Flemming Delfs, Værløse Steen Skovgaard, Gentofte BK |
| Damendoppel  | Lene Køppen Anne Skovgaard, Gentofte BK           | Lonny Bostofte, SIF Pia Nielsen, Køge                |
| Mixed        | Steen Skovgaard Lene Køppen, Gentofte BK          | Gert Helsholt, SNIC Helle Guldborg, HBC              |